# António Henriques Jesus Oliveira
António Henriques Fonseca de Jesus Oliveira (født 8. juni 1958 i Moita, Portugal) er en tidligere portugisisk fodboldspiller (forsvarer).
Oliveira spillede på klubplan primært hos Marítimo, Benfica og Beira-Mar. I sin tid hos Benfica var han med til at vinde to portugisiske mesteskaber og fire pokaltitler.
Oliveira spillede desuden ni kampe og scorede ét mål for Portugals landshold. Han var med i landets trup til VM i 1986 i Frankrig, men kom dog ikke på i turneringen, hvor holdet blev slået ud efter det indledende gruppespil.

## Titler
Primeira Liga
- 1984 og 1987 med Benfica

Taça de Portugal
- 1983, 1985, 1986 og 1987 med Benfica

Portugals Supercup
- 1985 med Benfica